# 瓦西里夫卡 (丘胡伊夫區)
50°14′6″N 37°18′23″E / 50.23500°N 37.30639°E
瓦西里夫卡（烏克蘭語：Василівка）是位於烏克蘭東部的村莊，由哈爾科夫州丘胡伊夫區的沃夫昌斯克市鎮負責管轄。該村始建於1640年，面積0.87平方公里，海拔高度144米，2001年人口488，人口密度每平方公里562.2人。